# علاءالدین میرمحمد صادقی
سید علاءالدین میرمحمدصادقی (۱۰ شهریور ۱۳۱۰ – ۲۷ آذر ۱۴۰۳) معروف به حاج‌آقا علا، میلیاردر ایرانی، فعال امور صنایع و معادن، از پشتیبانان مالی انقلاب ۱۳۵۷، عضو هیئت مدیره مؤسسه علوی، از چهره‌های برجسته مجمع فعال توسعه اقتصادی ایران (وابسته به جناح راست سنتی ایران)، بود. 
او نخستین بار با حکم روح‌الله خمینی و به عنوان نماینده او به اتاق بازرگانی و صنایع و معادن ایران راه یافت. میر محمد صادقی رئیس اتحادیه تولیدکنندگان و صادرکنندگان محصولات معدنی ایران به عنوان قدیمی‌ترین تشکل اقتصادی حوزه معدن کشور و از مؤسسین و اعضای هیئت‌های موتلفه اسلامی و عضو حزب موتلفه اسلامی بود. 
او همچنین بنیانگذار سازمان اقتصاد اسلامی، صندوق‌های قرض‌الحسنه و صدها مؤسسه دیگر دینی، مذهبی، علمی، آموزشی، بهداشتی، درمانی، امدادی و حمایتی بود. او مؤسس اولین صندوق قرض‌الحسنه در ایران و رئیس هیئت امنای سازمان اقتصاد اسلامی نیز بود.
وی دارای چهار فرزند از جمله حسین میرمحمدصادقی حقوقدان برجسته می‌باشد.